# Itzel Velasco
Itzel Alejandra Velasco Loza (Guadalajara, Jalisco, México; 23 de septiembre de 2004) es una futbolista mexicana que juega como portera para el Club América en la Liga MX Femenil.

## Carrera en clubes

### Club Atlas (2021–2022)
Velasco es un producto de la cantera del Atlas. Fue promovida al primer equipo como portera suplente antes del torneo Clausura 2021. Velasco hizo su debut profesional con Atlas el 29 de octubre de 2021, durante el Apertura 2021, en un partido contra Mazatlán en el que inició el juego.
Durante el Clausura 2022, Velasco se convirtió en la portera titular de Atlas hacia el final del torneo después de que la capitana y primera portera, Ana Gabriela Paz, se lesionara.

### Club América (2022–2025)
Después de no renovar su contrato con Atlas, Velasco firmó con Club América el 26 de diciembre de 2022. Hizo su debut con América el 16 de enero de 2023, en una victoria 7–0 contra Puebla.
Velasco obtuvo su primer título de la Liga MX Femenil el 5 de junio de 2023, cuando América derrotó a Pachuca en la final del torneo Clausura 2023.

## Carrera internacional
Velasco ha sido parte del programa juvenil de la Selección femenina de fútbol de México desde el nivel sub-15.
Desde 2023, Velasco ha sido parte de la Selección femenina sub-20 de México, participando con el equipo en el Campeonato Femenino Sub-20 de la Concacaf de 2023. Durante esta competición, Velasco ayudó a México a ganar el torneo y un lugar en el Copa Mundial Femenina de Fútbol Sub-20 de 2024 al iniciar en 4 de los 5 partidos, incluyendo la final contra Estados Unidos., en la que atajó un penalti. Debido a su desempeño durante el torneo, CONCACAF le otorgó el premio a la mejor portera.
Velasco recibió su primera convocatoria a la selección mayor de México de la mano del entrenador Pedro López el 28 de marzo de 2024, para partidos amistosos contra Colombia y Australia.

## Estadísticas
| Temporada                              | Club    | Fase                 | JJ | MJ   | JT | G | AG | TA | TR |
| -------------------------------------- | ------- | -------------------- | -- | ---- | -- | - | -- | -- | -- |
| Apertura 2022                          | Atlas   | Fase de Calificación | 1  | 10   | 0  | 0 | 0  | 0  | 0  |
| Clausura 2022                          | Atlas   | Fase de Calificación | 4  | 360  | 4  | 0 | 0  | 0  | 0  |
| Apertura 2021                          | Atlas   | Fase de Calificación | 1  | 90   | 1  | 0 | 0  | 0  | 0  |
| Clausura 2022                          | Atlas   | Fase Final           | 2  | 180  | 2  | 0 | 0  | 0  | 0  |
| Apertura 2024                          | América | Fase de Calificación | 2  | 165  | 0  | 0 | 0  | 0  | 0  |
| Clausura 2024                          | América | Fase de Calificación | 14 | 1260 | 14 | 0 | 0  | 0  | 0  |
| Apertura 2023                          | América | Fase de Calificación | 11 | 990  | 11 | 0 | 1  | 0  | 0  |
| Clausura 2023                          | América | Fase de Calificación | 8  | 720  | 8  | 0 | 0  | 1  | 0  |
| Clausura 2024                          | América | Fase Final           | 6  | 540  | 6  | 0 | 0  | 0  | 0  |
| Campeón de Campeones Femenil 2022-2023 | América | Fase Final           | 1  | 90   | 1  | 0 | 0  | 0  | 0  |

Fuente: Liga Mx Femenil

## Palmarés

### Club]
América
- Liga MX Femenil: Clausura 2023

### Internacional
Mexico Sub-20
- Campeonato Sub-20 Femenino de la CONCACAF: 2023

### Individual
- Campeonato Femenino Sub-20 de la CONCACAF - Mejor guardameta: 2023
- Sud Ladies Cup Mejor portera: 2024